# Esashi (Sōya)
Esashi (jap. 枝幸町 Esashi-chō) – miasto w Japonii, w prefekturze Hokkaido, w podprefekturze Sōya. Według danych na rok 2020 miejscowość zamieszkiwało 7 565 mieszkańców , a gęstość zaludnienia wyniosła 6,8 os./km².